# غريغ مارشال
غريغ مارشال هو لاعب كرة القدم الكندية كندي، ولد في 19 أبريل 1959 في جيلف في كندا.